# Werner Feth
Werner Feth (* 20. Dezember 1911 in Altrip; † 3. November 1964 in Ludwigshafen) war ein deutscher Fußballspieler. Der zumeist in der Läuferreihe im damals praktizierten WM-System eingesetzte Mittelfeld- und Abwehrspieler gewann mit dem VfR Mannheim zweimal in den Jahren 1938 und 1939 die Meisterschaft in der Gauliga Baden. In den Endrunden um die deutsche Fußballmeisterschaft absolvierte er für die rot-weiß-blauen Rasenspieler des VfR zwölf Spiele (1 Tor) und wird mit 92 Gauligaeinsätzen (3 Tore) und 14 Berufungen in dieser Zeit in der Gauauswahl Baden notiert. Während des Zweiten Weltkrieges kamen noch von März 1943 bis Rundenende 1943/44 als Kriegsgastspieler bei Eintracht Frankfurt zwölf Ligaspiele in der Gauliga Hessen-Nassau hinzu. Zu Beginn der erstklassigen Oberligaära hat der Senior von 1945 bis 1948 auch noch 56 Rundenspiele in der Fußball-Oberliga Süd für die Vereine VfR Mannheim, Viktoria Aschaffenburg, VfB Stuttgart und VfL Neckarau absolviert.

## Karriere

### Gauliga, 1936 bis 1944
Beim TuS Altrip, in einer bäuerlich geprägten Gemeinde die südlich der Großstadt Ludwigshafen am Westufer des Rheins gegenüber dem rechtsrheinischen Mannheim liegt, ist Werner Feth fußballerisch groß geworden. Im Jahr 1932/33 gelang der Meisterschaftserfolg in der Kreisliga Unterbaden, aber durch die neue Klasseneinteilung zur Saison 1933/34 mit der neuen Leistungsspitze der Gauligen, war der Aufstieg aus formalen Gründen nicht möglich. Mannschaftskollege Helmut Schneider nahm deshalb das Angebot vom FC Bayern München an und wechselte in die Gauliga Bayern. Feth blieb noch länger in Altrip, bevor er zur SV Arminia Hannover abwanderte. Zur Saison 1936/37 schloss er sich aber dem VfR Mannheim in der Gauliga Baden an, wo TuS-Kollege Richard Spindler bereits ein Jahr zuvor gelandet war.
Am 20. September 1936, bei einem Heimspiel gegen den Karlsruher Stadtteilverein VfB Mühlburg, debütierte Feth als linker Außenläufer bei einem 4:1-Sieg unter Trainer Max Breunig in der Gauliga Baden. Mit zwei Punkten Rückstand hinter dem Lokalrivalen SV Waldhof erreichte der VfR die Vizemeisterschaft und Feth hatte an der Seite der weiteren Neuzugänge Albert Conrad, Anton Lutz und des Nachwuchsspielers Philipp Henninger alle 18 Rundenspiele absolviert. Die Standardläuferreihe des VfR mit Henninger, Otto Kamenzin und Feth etablierte sich in dieser Runde. Bereits am 22. November 1936 streifte sich der ballgewandte, schnelle und im Kopfballspiel herausragende Mittelfeldakteur erstmals das Trikot der badischen Gauauswahl über. In Pforzheim unterlag Württemberg mit 0:8 gegen Baden und Feth hatte als linker Läufer einen guten Einstand abgeliefert. Zwischen 1936 und 1939 absolvierte Feth als einziger VfR-Spieler alle 54 Pflichtspiele in der Gauliga und feierte dabei 1938 und 1939 auch zwei Meisterschaften. An der Seite von Mitspielern wie Philipp Henninger, Otto Kamenzin, Kurt Langenbein, Walter Danner, Eugen Rößling, Philipp Rohr und Karl Striebinger feierte er diese Erfolge.
In den Jahren 1938 und 1939 nahm Feth an zwei Endrunden um die deutsche Fußballmeisterschaft teil. Am 18. April 1938 feierten die Rasensportler des VfR Mannheim in der Glückauf-Kampfbahn einen 2:1-Auswärtserfolg über den favorisierten Titelverteidiger Schalke 04. Schalke und der VfR waren nach den Gruppenspielen punktgleich mit 8:4 Punkten. Die „Knappen“ setzten sich lediglich durch ein besseres Torverhältnis gegen Mannheim durch. Auch in den zwei Endrunden fehlte Feth bei keinem Spiel; er kam auf 12 Einsätze und erzielte einen Treffer (den 2:2-Ausgleich am 30. April 1938 beim Rückspiel gegen Schalke 04).
Bis zur Saison 1941/42 stand Feth dem VfR Mannheim zur Verfügung und bestritt am 28. Dezember 1941 bei einem 4:3-Erfolg gegen die SpVgg Sandhofen sein letztes Pflichtspiel für den VfR. Insgesamt wird Feth von 1936 bis 1941 für Mannheim mit 92 Gauligaeinsätzen und drei Toren notiert. Durch die Umstände des Zweiten Weltkriegs war er kurzzeitig beim SC Posen und TuS Neuendorf als Gastspieler aktiv, ehe er ab März 1943 für einen längeren Zeitraum für Eintracht Frankfurt in der Gauliga Hessen-Nassau auflief. Sein Debüt für die Eintracht gab er am 13. März 1943 bei einem 2:1-Heimerfolg gegen Rüsselsheim auf der Position des Mittelläufers. In der Saison 1943/44 kam der Mann aus Altrip für die Eintracht zu zehn Gauligaeinsätzen und die Elf vom Riederwald belegte den vierten Rang.
Sein 14. und letztes Gauligaauswahlspiel für Baden hatte Feth am 9. November 1941 in Karlsruhe bei einem Spiel gegen den Niederrhein (1:3) bestritten.

### Oberliga, 1945 bis 1948
Nach dem Ende des Zweiten Weltkriegs wurde am 9. September das erste Freundschaftsspiel in Mannheim zwischen dem VfR und Waldhof ausgetragen. Feth gehörte wie Langenbein dabei zum Team der Rasenspieler. Am 17. Februar 1946 spielten die Stadtauswahlmannschaft von Mannheim gegen Stuttgart (4:0), Feth dirigierte dabei als Mittelläufer die Abwehr von Mannheim und im Angriff stürmten Georg Herbold, Karl Striebinger und Paul Lipponer junior. Der VfR belegte 1945/46 mit 19:41 Punkten den 14. Rang in der Fußball-Oberliga Süd und Feth hatte dabei in 17 Pflichtspielen mitgewirkt. Im zweiten Jahr in der Oberliga Süd, 1946/47, wird Feth mit zwei Spielen beim Oberligaaufsteiger Viktoria Aschaffenburg notiert. Laut Keppel waren es die zwei Spiele am 10. und 24. November 1946 gegen den VfB Stuttgart (1:2) beziehungsweise Schwaben Augsburg (1:4). Ab der Saison 1946/47 gehörte der 34-jährige Senior dem Oberligakader des VfB Stuttgart an. Neben Feth konnte VfB-Trainer Fritz Teufel auch Angreifer Herbert Binkert von Phönix Karlsruhe als Neuzugang begrüßen. Robert Schlienz erzielte 18 Tore, aber der VfB belegte lediglich den sechsten Rang und Feth hatte sich mit sieben Einsätzen begnügen müssen. Zur Saison 1947/48 begann Trainer Georg Wurzer mit seiner Arbeit beim VfB und die Spieler Karl Barufka, Johann Herberger und Erich Retter kamen neu zum Spielerkader. Feth gehörte von Beginn an zur Stammformation und hatte bis zur Ende der Hinrunde – 18. Januar 1948, 0:2-Niederlage beim FC Schweinfurt 05 – 15 Ligaspiele absolviert. Nach dem Nachholspiel am 1. Februar 1948, mit einem 2:1-Heimerfolg gegen Schwaben Augsburg, verabschiedete sich der Mann aus der Kurpfalz aber Richtung Mannheim und schloss sich für die Rückrunde dem Tabellenvorletzten VfL Neckarau an.
In Neckarau debütierte Feth am 14. März 1948 bei einem 1:0-Heimerfolg gegen Bayern München an der Seite von Mitspielern wie Torhüter Otto Diringer, den Gramminger-Zwillingen Karl und Martin sowie Fritz Balogh auf der Position des rechten Verteidigers. Am Rundenende traf Neckarau als 16. mit 30:46 Punkten der Abstieg; zur nächsten Saison 1948/49 wurde die Oberliga Süd von 20 auf 16 Vereine reduziert. Feth war für Neckarau in 14 Spielen der Rückrunde aufgelaufen, insgesamt in der Runde in 30 Spielen, wenn man die 16 Spiele für den VfB Stuttgart noch dazu zählt. Nach 56 Oberligaeinsätzen beendete der 36-jährige Feth im Sommer 1948 seine höherklassige Spielerlaufbahn.

## Verschiedenes
Der seit 1937 im Ludwigshafener Stadtteil Rheingönheim wohnhafte Kaufmann betrieb dort ein Lebensmittelgeschäft. In den 50er-Jahren war er noch als Spielertrainer beim SV 98 Schwetzingen tätig. Am 3. November 1964 verunglückte Feth mit dem Pkw auf der Verbindungsstraße zwischen Altrip und Rheingönheim tödlich. Am 6. November wurde er auf dem Friedhof in Altrip beigesetzt.